# Una razón para vivir y una para morir
Una razón para vivir y una para morir es una película de 1972, dirigida por Tonino Valerii. Es protagonizada por James Coburn, Telly Savalas y Bud Spencer en los papeles principales.

## Argumento
Durante la Guerra de Secesión, el ejército de la Unión pierde el Fuerte Holman, abandonado por las tropas antes incluso de haber entablado combate. Ahora el fuerte está en manos de los confederados. El coronel Pembroke, jefe del fuerte,  es acusado de traición por este hecho. Por eso prepara una misión suicida: asaltar el fuerte en poder del enemigo para no ser condenado por el hecho y salir en libertad, aunque no podría volver al ejército. Para esto, consigue convencer a 7 presos condenados a muerte a que le sigan a cambio de la libertad, con el argumento adicional de la existencia de oro escondido bajo el fuerte y con la promesa de darles parte del oro a cambio de su ayudaen la toma del fuerte. 
Al final de la trama se descubren los verdaderos motivos del coronel. Resulta que no hay oro y que el actual jefe confederado del fuerte, Mayor Ward, tenía al hijo de Pembroke en sus manos y que chantajeó a Pembroke para que abandonase el fuerte, utilizando a su hijo para ello solo para aun así matarlo después de ello. Por ello, en venganza, ha organizado el asalto del fuerte con los condenados. 
Los confederados son vencidos y el fuerte tomado. Solo Pembroke, Eli, uno de los presos condenados que conoce más tarde la verdad y lo apoya, y Ward sobreviven la matanza. Durante el acontecimiento Pembroke consigue hacer al final prisionero a Ward, pero después, en venganza por el asesinato de su hijo, Pembroke lo mata con su propio sable cuando Ward exige a Pembroke los derechos de un prisionero de guerra por haberse rendido a él. Después la bandera confederada del fuerte es sacada y ambos se van luego del lugar como hombres libres.

## Reparto
- James Coburn: Coronel Pembroke
- Telly Savalas: Mayor Ward
- Bud Spencer: Eli Sampson
- José Suárez: Mayor Charles Ballard
- Georges Géret: Sargento Spike
- Ugo Fangareggi: Ted Wendel
- Reinhard Kolldehoff: Sargento Brent
- Guy Mairesse: Donald MacIvers
- Benito Stefanelli: Piggott
- Adolfo Lastretti: Will Fernández / Will Culder
- Fabrizio Moresco: asistente de Ward
- Ángel Álvarez: Scully
- Francisco Sanz: Farmer